# Ökonomenranking
Das Ökonomenranking stellt eine Bestenliste dar, die Ökonomen in Deutschland, der Schweiz und Österreich nach drei verschiedenen Kriterien (Forschung, Medien, Politikberatung) unwissenschaftlich bewertet. Eine solche wurde in Deutschland erstmals 2013 und nun fortan jährlich veröffentlicht. Das F.A.Z. Ökonomenranking gibt vor, die Leistung eines Wissenschaftlers umfassender zu bewerten. Dies steht im Gegensatz zum Handelsblatt-Ökonomenranking (der Konkurrenz), das nur die reine Forschungsleistung bewertet. Das Ranking der FAZ in Deutschland wird in Zusammenarbeit mit weiteren Partnern erarbeitet, in der Schweiz von der NZZ und in Österreich von der Zeitung Die Presse publiziert.

## Methodik
Das Ökonomenranking basiert auf der Aggregation von drei verschiedenen Rankings, die die Leistungen auf unterschiedlichen Gebieten messen: Forschung, Medienpräsenz und Politikberatung. Für das Ranking aus dem Jahr 2015 wurden im Bereich Forschung die Zitierungen von Ökonomen in wissenschaftlichen Journalen und ausgewählten Handbüchern und Monographien aus den Jahren 2011 bis 2015 mit Datenstand August 2015 erfasst. Dabei spielte es keine Rolle, in welchem Jahr ein Beitrag veröffentlicht wurde. Die Zitierungen wurden auf Basis der Forschungsdatenbank Scopus (Datenbank) von Elsevier erfasst. Da nur die letzten fünf Jahre berücksichtigt wurden, liegt der Schwerpunkt auf dem aktuellen Einfluss. Die Lebensleistung, d. h. auch Zitierungen vor dieser Periode, eines Wirtschaftswissenschaftlers wird damit nicht abgebildet. Das zweite Ranking befasst sich mit der Medienpräsenz der Wissenschaftler. Das Schweizer Institut Media Tenor hat für den Zeitraum August 2014 bis Juli 2015 alle Nennungen von Ökonomen in überregionalen deutschen Zeitungen, Fernsehsendungen und Rundfunknachrichten gezählt. Dies geht über eine reine Zitatezählung hinaus, d. h. der Name musste in Verbindung mit einer längeren Erklärung stehen, um gezählt zu werden. Dazu musste das Zitat auf rund fünf Zeilen ausgeführt sein. Für die Messung der Politikberatung wurde von dem Düsseldorf Institute for Competition Economics (DICE), ECONWATCH – Gesellschaft für Politikanalyse e. V. und der Zentralbibliothek für Wirtschaftswissenschaften (ZBW) eine Umfrage unter Bundestags- und Landtagsabgeordneten sowie hohen Ministerialbeamten auf Bundes- und Landesebene ermittelt. Diese sollten angeben, den Rat oder die Publikationen von welchen Ökonomen sie besonders schätzen, wobei sie insgesamt bis zu fünf Ökonomen nennen konnten. Insgesamt zählte die Umfrage 101 Teilnehmer, wovon 98 die Frage nach den Ökonomen beantworteten.
Um in dem aggregierten Ranking gelistet zu werden, musste ein Ökonom zwei Bedingungen erfüllen: Zunächst musste dieser mindestens fünf Medienzitate oder fünf Rangpunkte in der Politikumfrage erzielen. Darüber hinaus mussten mindestens fünf Zitate in Fachzeitschriften aus der Datenbank Scopus vorliegen. Die Ökonomen wurden in jeder Kategorie gerankt. Der jeweils Erstplatzierte erhielt 250 Punkte, alle anderen bekamen gemäß ihrer Leistung proportional ihre Punkte. Das Gesamtranking ergab sich aus der Summe der Punkte der Einzelrankings, wobei das Forschungsranking doppelt gezählt wurde. Das maximal erzielbare Ergebnis waren somit 1000 Punkte.

## Kritik
Ein Kritikpunkt an dem Ranking bezieht sich auf die Aggregation zum Gesamtranking. Die Bedingung, dass ein Ökonom mindestens fünf Punkte im Medien- oder Politikranking erhalten muss, um im Gesamtranking berücksichtigt zu werden, ist problematisch. Wenn Forscher aus dem Forschungsranking ausgeschlossen werden, führt dies zu einer Verzerrung des Forschungsrankings und damit auch zu einer Verzerrung des Gesamtrankings. Insgesamt ist der Schwellenwert von fünf ad hoc gewählt. Per se führt eine Verwendung von Schwellenwerten automatisch zu einem Ausschluss bestimmter Wissenschaftler für ein Ranking.
Forschungsrankings, insbesondere solche, die auf Veröffentlichungen in möglichst vielen prestigereichen wissenschaftlichen Zeitschriften beruhen, stehen oft in der Kritik, weil sie Fehlanreize in der wissenschaftlichen Arbeit setzen können. Der entstehende Druck wird mit einer höheren Anzahl veröffentlichter Artikel mit einer jeweils geringeren Anzahl an Seiten, einem erhöhten Publikationsbias, sowie mit wissenschaftlichem Fehlverhalten in Verbindung gebracht. Da das individuelle Abschneiden einzelner Wissenschaftler in Publikationsrankings häufig für Berufungs- und Förderentscheidungen berücksichtigt wird, zeigt sich auch eine Anpassung von Forschungsthemen, um bessere berufliche Möglichkeiten in der Wissenschaft zu bekommen. Ein derartiger Effekt konnte jedoch zumindest für das Handelsblatt Ökonomenranking nicht nachgewiesen werden.
Das Ranking der FAZ wird in Kooperation mit dem Unternehmen  Institute for Competition Economics (DICE) erstellt, dessen Gründungsdirektor Justus Haucap ist. Die Journalistin Annika Joeres schreibt, dass die FAZ durch häufiges Zitieren selbst Ökonomen in das Ranking wie Haucap „selbst hineinhebt“.

## F.A.Z.-Ökonomenranking

### 2021
Veröffentlicht 2021.
| Rang | Name                  | Institution                                 | Punkte Summe |
| ---- | --------------------- | ------------------------------------------- | ------------ |
| 1    | Ernst Fehr            | Universität Zürich                          | 536          |
| 2    | Clemens Fuest         | Ifo-Institut                                | 512          |
| 3    | Marcel Fratzscher     | HU Berlin                                   | 427          |
| 4    | Lars Feld             | Walter-Eucken-Institut                      | 378          |
| 5    | Hans-Werner Sinn      | Ifo Institut für Wirtschaftsforschung       | 292          |
| 6    | Gabriel Felbermayr    | IfW Kiel                                    | 251          |
| 7    | Claudia Kemfert       | Deutsches Institut für Wirtschaftsforschung | 230          |
| 8    | Bruno Frey            | Universität Basel                           | 222          |
| 9    | Ferdinand Dudenhöffer | Center Automotive Research Duisburg         | 211          |
| 10   | Michael Hüther        | Institut der deutschen Wirtschaft           | 197          |

### 2019
Das Gesamt-Ranking 2019 wurde am 21. September 2019 veröffentlicht.
| Rang | Name                  | Institution                                                                                                | Punkte Summe |
| ---- | --------------------- | --- | ------------ |
| 1    | Ernst Fehr            | Universität Zürich                                                                                         | 503          |
| 2    | Clemens Fuest         | Ifo-Institut                                                                                               | 468          |
| 3    | Hans-Werner Sinn      | LMU München                                                                                                | 342          |
| 4    | Marcel Fratzscher     | HU Berlin                                                                                                  | 300          |
| 5    | Bruno Frey            | Center for Research in Economics, and Statistics Center for Research in Economics, Management and the Arts | 187          |
| 6    | Ferdinand Dudenhöffer | Uni Duisburg-Essen                                                                                         | 172          |
| 7    | Ottmar Edenhofer      | PIK Potsdam                                                                                                | 168          |
| 8    | Peter Bofinger        | Universität Würzburg                                                                                       | 165          |
| 9    | Lars Feld             | Walter-Eucken-Institut                                                                                     | 154          |
| 10   | Gabriel Felbermayr    | IfW Kiel                                                                                                   | 149          |

### 2018
Das Gesamt-Ranking 2018 wurde am 31. August 2018 veröffentlicht:
| Rang | Name               | Institution                                                                                                | Punkte Summe |
| ---- | ------------------ | --- | ------------ |
| 1    | Ernst Fehr         | Universität Zürich                                                                                         | 517          |
| 2    | Clemens Fuest      | ifo Institut für Wirtschaftsforschung                                                                      | 511          |
| 3    | Marcel Fratzscher  | Deutsches Institut für Wirtschaftsforschung Berlin                                                         | 311          |
| 4    | Hans-Werner Sinn   | ifo Institut für Wirtschaftsforschung                                                                      | 295          |
| 5    | Bruno S. Frey      | Center for Research in Economics, and Statistics Center for Research in Economics, Management and the Arts | 186          |
| 6    | Christoph Schmidt  | RWI – Leibniz-Institut für Wirtschaftsforschung                                                            | 138          |
| 7    | Gabriel Felbermayr | ifo Institut für Wirtschaftsforschung                                                                      | 135          |
| 8    | Peter Bofinger     | Julius-Maximilians-Universität Würzburg                                                                    | 134          |
| 9    | Michael Hüther     | Institut der deutschen Wirtschaft                                                                          | 134          |
| 10   | Lars Feld          | Walter-Eucken-Institut                                                                                     | 131          |

### 2017
Das Gesamt-Ranking 2017 wurde am 1. September 2017 veröffentlicht:
| Rang | Name              | Institution                                                                                                | Punkte Summe |
| ---- | ----------------- | --- | ------------ |
| 1    | Clemens Fuest     | ifo Institut für Wirtschaftsforschung                                                                      | 511          |
| 2    | Ernst Fehr        | Universität Zürich                                                                                         | 511          |
| 3    | Hans-Werner Sinn  | ifo Institut für Wirtschaftsforschung                                                                      | 332          |
| 4    | Marcel Fratzscher | Deutsches Institut für Wirtschaftsforschung Berlin                                                         | 309          |
| 5    | Bruno S. Frey     | Center for Research in Economics, and Statistics Center for Research in Economics, Management and the Arts | 179          |
| 6    | Peter Bofinger    | Julius-Maximilians-Universität Würzburg                                                                    | 145          |
| 7    | Lars Feld         | Walter-Eucken-Institut                                                                                     | 136          |
| 8    | Reinhard Busse    | TU Berlin                                                                                                  | 110          |
| 9    | Gustav Horn       | Institut für Makroökonomie und Konjunkturforschung                                                         | 109          |
| 10   | Ludger Wößmann    | ifo Institut für Wirtschaftsforschung                                                                      | 109          |

### 2016
Das Gesamt-Ranking 2016 wurde am 3. September 2016 veröffentlicht:
| Rang | Name              | Institution                                                                                                | Medien (Zitate) | Medien (Punkte) | Politik (Nennungen) | Politik (Punkte) | Forschung (Zitate) | Forschung (Punkte) | Punkte Summe |
| ---- | ----------------- | --- | --------------- | --------------- | ------------------- | ---------------- | ------------------ | ------------------ | ------------ |
| 1    | Ernst Fehr        | Universität Zürich                                                                                         | 6               | 6               | 9                   | 19               | 13039              | 250                | 525          |
| 2    | Hans-Werner Sinn  | Ifo-Institut                                                                                               | 262             | 244             | 110                 | 235              | 423                | 8                  | 496          |
| 3    | Clemens Fuest     | Ifo-Institut                                                                                               | 227             | 212             | 117                 | 250              | 279                | 5                  | 472          |
| 4    | Marcel Fratzscher | Deutsches Institut für Wirtschaftsforschung Berlin                                                         | 268             | 250             | 84                  | 179              | 1052               | 20                 | 470          |
| 5    | Lars Feld         | Walter-Eucken-Institut                                                                                     | 55              | 51              | 51                  | 109              | 693                | 13                 | 187          |
| 6    | Bruno S. Frey     | Center for Research in Economics, and Statistics Center for Research in Economics, Management and the Arts | 7               | 7               | 0                   | 0                | 4428               | 85                 | 176          |
| 7    | Armin Falk        | Rheinische Friedrich-Wilhelms-Universität Bonn                                                             | 8               | 7               | 7                   | 15               | 2971               | 57                 | 136          |
| 8    | Peter Bofinger    | Julius-Maximilians-Universität Würzburg                                                                    | 52              | 49              | 33                  | 71               | 24                 | 0                  | 120          |
| 9    | Axel Ockenfels    | Universität zu Köln                                                                                        | 25              | 23              | 9                   | 19               | 1843               | 35                 | 113          |
| 10   | Achim Wambach     | Zentrum für Europäische Wirtschaftsforschung                                                               | 35              | 33              | 29                  | 62               | 177                | 3                  | 101          |

### 2015
Die F.A.Z. weist auf ihrer Webseite die Top 100 des aggregierten Rankings aus. Die Top 10 für das Jahr Ranking von 2015 ist gegeben durch:
1. Hans-Werner Sinn
2. Ernst Fehr
3. Marcel Fratzscher
4. Clemens Fuest
5. Bruno S. Frey
6. Peter Bofinger
7. Lars Feld
8. Armin Falk
9. Gustav Horn
10. Claudia Kemfert

Die Ergebnisse in den Einzelrankings zeigen, dass kein Ökonom in allen Kategorien stark präsent ist; der Fokus scheint hingegen entweder auf Medien- und Politikpräsenz oder aber auf Forschung gelegt zu werden.
Im Folgenden werden die Top 10 aus den Jahren 2014 und 2013 dokumentiert. Dabei ist jedoch zu beachten, dass die Ergebnisse nicht direkt miteinander zu vergleichen sind, da sich die Methodik jedes Jahr leicht geändert hat.

### 2014
Die Top 10 aus dem Jahr 2014 ist gegeben durch:
1. Hans-Werner Sinn
2. Marcel Fratzscher
3. Axel Ockenfels
4. Ludger Wößmann
5. Dietmar Harhoff
6. Clemens Fuest
7. Friedrich Schneider
8. Lars Feld
9. Gert Georg Wagner
10. Christoph M. Schmidt

### 2013
Die Top 10 aus dem Jahr 2013 ist gegeben durch:
1. Lars Feld
2. Christoph M. Schmidt
3. Marcel Fratzscher
4. Kai A. Konrad
5. Hans-Werner Sinn
6. Claudia Kemfert
7. Jürgen Wasem
8. Claudia Maria Buch
9. Clemens Fuest
10. Gert Georg Wagner

## NZZ-Ökonomenranking

### 2020
Die NZZ weist auf ihrer Website für das Ranking 2019 40 Ökonomen aus. Die Top 15 setzt sich zusammen aus:
1. Ernst Fehr, Universität Zürich
2. Reiner Eichenberger, Universität Freiburg i. Ü.
3. Mathias Binswanger, FH Nordwestschweiz
4. Jan-Egbert Sturm, ETH Zürich
5. Bruno S. Frey, Crema Zürich
6. Tobias Straumann, Universität Zürich
7. Christoph Schaltegger, Universität Luzern
8. Monika Bütler, Universität St. Gallen
9. Didier Sornette, ETH Zürich
10. Aymo Brunetti, Universität Bern
11. Clemens Fuest, Ifo-Institut München
12. Klaus Wellershoff, Wellershoff & Partners
13. Dina Pomeranz, Universität Zürich
14. Hans-Werner Sinn, Ifo-Institut München (em.)
15. Marcel Fratzscher, DIW Berlin

### 2019
Die NZZ weist auf ihrer Website für das Ranking 2019 40 Ökonomen aus. Die Top 15 setzt sich zusammen aus:
1. Ernst Fehr, Universität Zürich
2. Reiner Eichenberger, Universität Freiburg i. Ü.
3. Christoph Schaltegger, Universität Luzern
4. Bruno S. Frey, Crema Zürich
5. Mathias Binswanger, FH Nordwestschweiz
6. Aymo Brunetti, Universität Bern
7. Monika Bütler, Universität St. Gallen
8. Hans-Werner Sinn, Ifo-Institut München (em.)
9. Tobias Straumann, Universität Zürich
10. Klaus Wellershoff, Wellershoff & Partners
11. Ferdinand Dudenhöffer, Universität Duisburg-Essen
12. Marcel Fratzscher, DIW Berlin
13. Dina Pomeranz, Universität Zürich
14. Reto Föllmi, Universität St. Gallen
15. Ralf Seiz, Universität St. Gallen

### 2018
Die NZZ weist auf ihrer Website für das Ranking 2018 38 Ökonomen aus. Die Top 15 setzt sich zusammen aus:
1. Ernst Fehr, Universität Zürich
2. Reiner Eichenberger, Université de Fribourg
3. Bruno S. Frey, Center for Research in Economics, and Statistics Center for Research in Economics, Management and the Arts
4. Monika Bütler, Universität St. Gallen
5. Christoph Schaltegger, Universität Luzern
6. Mathias Binswanger, FH Nordwestschweiz
7. Klaus Wellershoff, Wellershoff & Partners
8. Ralf Seiz, Universität St. Gallen
9. Lars Feld, Walter Eucken Institut der Universität Freiburg
10. Hans-Werner Sinn, Ifo-Institut
11. Aymo Brunetti, Universität Bern
12. Alexandre Ziegler, Universität Zürich
13. Marcel Fratzscher, DIW Berlin
14. Reto Föllmi, Universität St. Gallen
15. Jan-Egbert Sturm, KOF Zürich

### 2017
Die NZZ weist auf ihrer Website für das Ranking 2017 42 Ökonomen aus. Die Top 15 setzt sich zusammen aus:
1. Ernst Fehr, Universität Zürich
2. Reiner Eichenberger, Université de Fribourg
3. Jan-Egbert Sturm, ETH Zürich
4. Bruno S. Frey, Crema Zürich
5. Mathias Binswanger, FH Nordwestschweiz
6. Monika Bütler, Universität St. Gallen
7. Heiner Flassbeck, Flassbeck Economics
8. Alfonso Sousa-Poza, Universität Hohenheim
9. Klaus Wellershoff, Wellershoff & Partners
10. Aymo Brunetti, Universität Bern
11. Christoph Schaltegger, Universität Luzern
12. Ralf Seiz, Universität St. Gallen
13. Reto Foellmi, Universität St. Gallen
14. David Dorn, Universität Zürich

### 2016
Die NZZ weist auf ihrer Website für das Ranking 2016 48 Ökonomen aus. Die Top 10 setzt sich zusammen aus:
1. Ernst Fehr, Universität Zürich
2. Reiner Eichenberger, Université de Fribourg
3. Jan-Egbert Sturm, KOF Zürich
4. Bruno S. Frey, Center for Research in Economics, and Statistics Center for Research in Economics, Management and the Arts
5. Hans-Werner Sinn, Ifo-Institut
6. Mathias Binswanger, FH Nordwestschweiz
7. Monika Bütler, Universität St. Gallen
8. Heiner Flassbeck, Flassbeck Economics
9. Alfonso Sousa-Poza, Universität Hohenheim
10. Klaus Wellershoff, Wellershoff & Partners

### 2015
Die NZZ weist auf ihrer Website für das Ranking 2016 51 Ökonomen aus. Die Top 10 für das Jahr 2015 sind:
1. Ernst Fehr
2. Jan-Egbert Sturm
3. Bruno S. Frey
4. Reiner Eichenberger
5. Hans-Werner Sinn
6. Monika Bütler
7. Christoph Schaltegger
8. Klaus Wellershoff
9. Aymo Brunetti
10. Ernst Baltensperger

## Die Presse-Ökonomenranking

### 2019
Das Ranking wurde am 21. September 2019 veröffentlicht.
1. Ernst Fehr, Universität Zürich
2. Martin Kocher, IHS Wien
3. Margit Schratzenstaller Wifo, Wien
4. Christoph Badelt, Wifo, Wien
5. Tobias Thomas EcoAustria
6. Stephan Schulmeister, Wifo, Wien
7. Friedrich Schneider, Universität Linz
8. Gabriel Felbermayr, Institut für Weltwirtschaft
9. Christian Helmenstein, Industriellenvereinigung
10. Marcel Fratzscher, Deutsches Institut für Wirtschaftsforschung

### 2018
Das Ranking wurde am 1. September 2018 veröffentlicht.
1. Ernst Fehr, Universität Zürich
2. Christoph Badelt, Wifo, Wien
3. Margit Schratzenstaller, Wifo, Wien
4. Martin Kocher, IHS Wien
5. Stephan Schulmeister, Wifo, Wien
6. Tobias Thomas, EcoAustria
7. Bernhard Felderer, Economica Institut Wien
8. Friedrich Schneider, Universität Linz
9. Christian Helmenstein, Industriellenvereinigung
10. Helmut Hofer, IHS Wien

### 2017
Das Ranking wurde am 1. September 2017 veröffentlicht.
1. Ernst Fehr, Universität Zürich
2. Christoph Badelt, Wifo, Wien
3. Martin Kocher, IHS Wien/LMU München
4. Bernhard Felderer, Economica Institut Wien
5. Margit Schratzenstaller, Wifo, Wien
6. Friedrich Schneider, Universität Linz
7. Karl Aiginger, WU, Wien
8. Gottfried Haber, Donau Uni Krems
9. Stephan Schulmeister, Wifo, Wien
10. Clemens Fuest, Ifo-Institut, München

### 2016
Das Ranking wurde am 3. September 2016 veröffentlicht
1. Ernst Fehr, Universität Zürich
2. Karl Aiginger, Österreichisches Institut für Wirtschaftsforschung (WIFO)
3. Bernhard Felderer, Economica-Institut Wien
4. Friedrich Schneider, Universität Linz
5. Gottfried Haber, Donau-Universität Krems
6. Hans-Werner Sinn, Ifo-Institut
7. Christian Helmenstein, Economica-Institut Wien
8. Stephan Schulmeister, Österreichisches Institut für Wirtschaftsforschung (WIFO)
9. Christian Keuschnigg, Universität St. Gallen
10. Margit Schratzenstaller, Österreichisches Institut für Wirtschaftsforschung (WIFO)

### 2015
Die Presse weist für das Ranking 2015 für Österreich 23 Ökonomen aus. Die Top 10 für das Jahr 2015 sind:
1. Friedrich Schneider
2. Hans-Werner Sinn
3. Marcel Fratzscher
4. Christian Keuschnigg
5. Karl Aiginger
6. Stephan Schulmeister
7. Lars Feld
8. Sigrid Stagl
9. Margit Schratzenstaller
10. Bernhard Felderer

### 2014
Die Presse wies für das Ranking 2014 für Österreich 17 Ökonomen aus. Die Top 10 für das Jahr 2014 waren:
1. Friedrich Schneider, Universität Linz
2. Christian Keuschnigg, Institut für Höhere Studien
3. Marcel Fratzscher, Deutsches Institut für Wirtschaftsforschung
4. Karl Aiginger, Österreichisches Institut für Wirtschaftsforschung (WIFO)
5. Lars Feld, Universität Freiburg
6. Stephan Schulmeister, Österreichisches Institut für Wirtschaftsforschung (WIFO)
7. Hans-Werner Sinn, Ifo-Institut
8. Josef Zechner, Wirtschaftsuniversität Wien
9. Margit Schratzenstaller, Österreichisches Institut für Wirtschaftsforschung (WIFO)
10. Christian Helmenstein, Industriellenvereinigung

Ein Vergleich der Top 10 zwischen den drei Ländern zeigt, dass vereinzelt Ökonomen aus Deutschland auch in den Nachbarländern zur wirtschaftspolitischen Debatte beitragen als auch in den dortigen Medien präsent sind. Dies gilt aber auch für den Schweizer Ökonomen Ernst Fehr, welcher auch in den deutschen Top 10 vertreten ist.